# Jaizquíbel
El monte Jaizquíbel (en euskera Jaizkibel) se encuentra en la provincia de Guipúzcoa, en el País Vasco, España. Está situado junto al mar Cantábrico, al oeste de la desembocadura del río Bidasoa. En su falda están las ciudades de Fuenterrabía, Irún, Pasajes, Rentería y Lezo.

## Topografía
Su punto más alto, llamado Allerru o S. Enrique, se encuentra a 543 m s. n. m. Pese a su modesta altitud, su situación costera le otorga una elevada prominencia, que hace posible que su silueta sea visible desde alta mar y desde las cercanas costas vasco-francesas. Además, el Jaizquíbel es el monte más alto de la costa cantábrica, el tercer monte costero de mayor altitud de España (sólo superado por Vixía de Herbeira, en la costa atlántica de Galicia y por el Montgó en la costa mediterránea de Alicante) y uno de los de mayor altitud de Europa, sólo superado por Hornelen, Cabo Enniberg, Croaghaun, el citado gallego, Preikestolen, Slieve League y Cabo Girão. Junto a la cima hay antenas de telecomunicación (televisión, etc.).

## Historia
A lo largo de la cresta quedan ruinas de cinco torreones de la última guerra carlista. El monte también acoge varios fuertes: el de San Enrique (1876) está junto a la cima y el de Guadalupe, muy cerca de la ermita homónima, fue proyectado y construido a finales del siglo XIX, es una fortificación de tipo poligonal, inaugurada en 1900, con capacidad para 69 cañones y 650 soldados. En las estribaciones occidentales de la montaña, sobre Pasajes de San Juan, se halla el fuerte de Lord John Hay.
Junto a la carretera, subiendo desde Fuenterrabía, se encuentra el Santuario/ermita de Guadalupe, patrona del municipio.
Durante el franquismo se construyeron carreteras por la zona para facilitar la defensa ante una eventual invasión desde Francia.

## Ocio
Junto a la carretera hay varios restaurantes y cantinas. Una de ellas está subiendo al santuario, otra pasado dicho santuario, al lado del golf y otra está en la bajada a Lezo y ofrece guerras de paintball. Junto al Santuario se encuentra la casa forestal (del guardabosques de la zona).
En 2009 se inauguró una cancha de práctica de golf cerca del Santuario, que complementó al Real Golf Club de San Sebastián, que se halla en la falda sur de Jaizquíbel.
El Camino de Santiago de la Costa recorre Jaizquíbel en sus primeros kilómetros (salvo si se eligen las alternativas que pasan por Oyarzun), ofreciendo diferentes opciones (siguiendo buena parte de la cresta o bajando antes, en diferentes puntos, a la ladera sur). También la GR 121 (vuelta a Guipúzcoa) pasa por Jaizquíbel.
Desde el año 1967 se realiza la 'Subida Jaizkibel de automóviles', prueba puntuable para el campeonato europeo de subidas de montaña.

## Ciclismo
En el panorama ciclista, el monte Jaizquíbel es conocido porque la Clásica de San Sebastián lo sube a 32 kilómetros de la meta, por tanto suele provocar una fuerte selección en la carrera.